# Neosorius rufipes
Neosorius rufipes är en skalbaggsart som först beskrevs av Victor Ivanovitsch Motschulsky 1857.  Neosorius rufipes ingår i släktet Neosorius och familjen kortvingar. Inga underarter finns listade i Catalogue of Life.